# Dante (keresztnév)
A Dante latin eredetű férfinév jelentése: kitartó, állhatatos.

## Gyakorisága
Az 1990-es években nem volt anyakönyvezhető a 2000-es években nem szerepel a 100 leggyakoribb férfinév között.

## Névnapok
február 11.

## Híres Danték
- Dante Alighieri, az Isteni színjáték szerzője